# Giorgio Capecchi
Giorgio Capecchi (Livorno, 7 agosto 1901 – Roma, 2 dicembre 1968) è stato un attore e doppiatore italiano.

## Biografia
Fratello del baritono Renato, iniziò giovanissimo la carriera artistica con la compagnia teatrale di Lyda Borelli, debuttando nel ruolo di Armando ne La signora delle camelie di Dumas. Durante una pausa dell'attività teatrale di giro, si fermò per un anno nella sua città a causa della morte del padre e fondò la "Filodrammatica Labronica", che diresse per alcuni anni con notevole successo nella cornice splendida del Teatro San Marco, proponendo opere come Il mercante di Venezia, Assassinio nella cattedrale e Resurrezione.

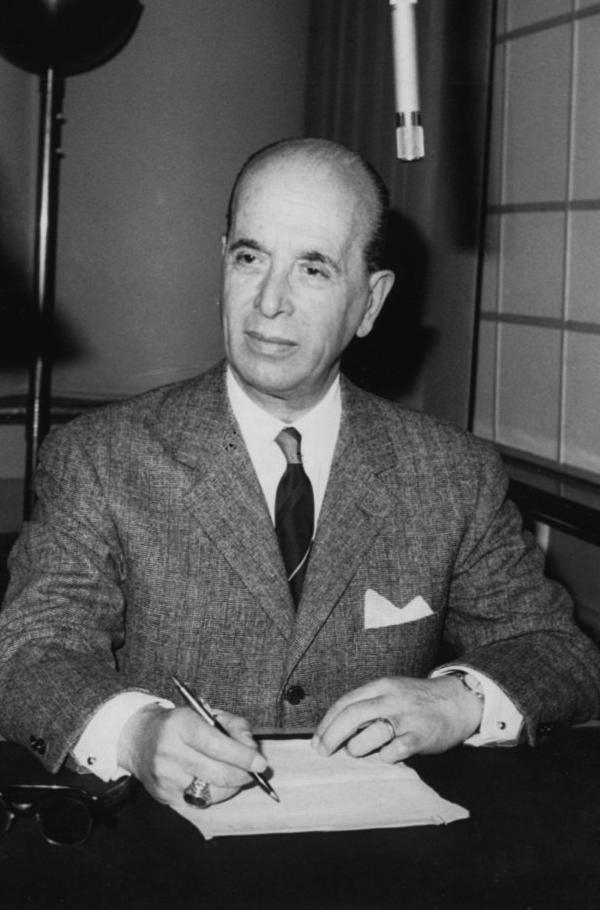
Giorgio Capecchi nel 1961

Nell'autunno del 1934, chiamato da Giovacchino Forzano, approdò al cinema, girando all'interno degli Stabilimenti Tirrenia il film Maestro Landi, con Odoardo Spadaro, uscito nelle sale all'inizio del 1935. Forzano lo volle anche in Campo di maggio e Tredici uomini e un cannone, realizzati negli stessi stabilimenti denominati Pisorno, essendo ubicati tra Pisa e Livorno. Sposatosi con Elba Gragnani, alla fine del 1937 si trasferì a Roma, dove continuò l'attività cinematografica, collaborando, tra gli altri, con Mario Bonnard in Jeanne Doré e Il ponte dei Sospiri, girati negli stabilimenti Scalera Film, affrontando però solo ruoli da caratterista, nonostante il notevole temperamento che gli avrebbe potuto consentire anche parti più importanti.
Dotato di vocalità calda e ben impostata, dopo aver recitato alla radio con Il signore delle ore 13, Capecchi fu invitato da Mario Almirante, direttore di doppiaggio alla Scalera, nelle sale di sincronizzazione, e così iniziò a doppiare Tom Tyler in Ombre rosse, Samuel S. Hinds ne L'eterna illusione e Melville Cooper in Rebecca - La prima moglie. In seguito prestò la sua voce dai toni profondi a grandi attori internazionali, sia caratteristi, come Louis Calhern, Eduardo Ciannelli, Karl Malden e George O'Brien, che primi attori, come Charles Laughton, Jack Palance, Broderick Crawford, Edward G. Robinson, Orson Welles e Spencer Tracy. Socio fondatore della CDC, divenne una delle punte di forza del settore, tornando solo sporadicamente davanti alla macchina da presa. Tra il 1952 e il 1954 girò, con Raffaello Matarazzo, Chi è senza peccato..., Torna!, Vortice, La nave delle donne maledette e La schiava del peccato.
Voce ricorrente nei film di fantascienza, venne spesso utilizzato anche per doppiare i personaggi dei cartoni animati, come Re Uberto ne La bella addormentata nel bosco, Sir Ettore ne La spada nella roccia e Uffa in Winny-Puh l'orsetto goloso. La sua ultima interpretazione al cinema fu nel film La notte pazza del conigliaccio, diretto nel 1967 dal nipote, Alfredo Angeli, che Capecchi fece venire da Livorno, dopo il conseguimento della laurea in giurisprudenza, per fargli intraprendere la carriera di sceneggiatore e regista.

## Filmografia

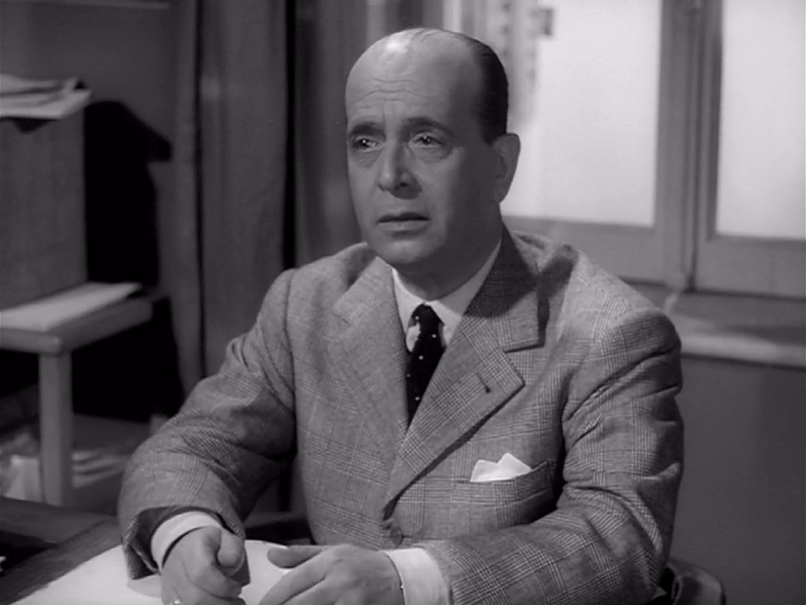
Giorgio Capecchi nel film Vortice (1953)

- Maestro Landi, regia di Giovacchino Forzano (1935)
- Campo di maggio, regia di Giovacchino Forzano (1935)
- Freccia d'oro, regia di Piero Ballerini e Corrado D'Errico (1935)
- I due sergenti, regia di Enrico Guazzoni (1936)
- Tredici uomini e un cannone, regia di Giovacchino Forzano (1936)
- Ladro di donne, regia di Abel Gance (1938)
- Per uomini soli, regia di Guido Brignone (1938)
- Il conte di Bréchard, regia Mario Bonnard (1938)
- Giuseppe Verdi, regia di Carmine Gallone (1938)
- Jeanne Doré, regia di Mario Bonnard (1938)
- Lotte nell'ombra, regia di Domenico Gambino (1938)
- L'ultima nemica, regia di Umberto Barbaro (1938)
- Batticuore, regia di Mario Camerini (1939)
- Ballo al castello, regia di Max Neufeld (1939)
- L'amore si fa così, regia di Carlo Ludovico Bragaglia (1939)
- Lo vedi come sei... lo vedi come sei?, regia di Mario Mattoli (1939)
- Il ponte dei Sospiri, regia di Mario Bonnard (1940)
- La fanciulla di Portici, regia di Mario Bonnard (1940)
- I promessi sposi, regia di Mario Camerini (1941)
- Una storia d'amore, regia di Mario Camerini (1942)
- Luisa Sanfelice, regia di Leo Menardi (1942)
- La Gorgona, regia di Guido Brignone (1942)
- I due orfanelli, regia di Mario Mattoli (1947)
- Ha da venì... don Calogero, regia di Vittorio Vassarotti (1951)
- Lorenzaccio, regia di Raffaello Pacini (1951)
- Chi è senza peccato..., regia di Raffaello Matarazzo (1952)
- Torna!, regia di Raffaello Matarazzo (1953)
- Vortice, regia di Raffaello Matarazzo (1953)
- La nave delle donne maledette, regia di Raffaello Matarazzo (1953)
- La schiava del peccato, regia di Raffaello Matarazzo (1954)
- La notte pazza del conigliaccio, regia di Alfredo Angeli (1967)

## Doppiaggio

### Film
- Louis Calhern in Così vinsi la guerra, Anna prendi il fucile, Giungla d'asfalto, L'indossatrice, Il passo del diavolo, Due settimane d'amore, La casa del corvo, Perfido invito, Matrimoni a sorpresa, Il prigioniero di Zenda, Il bruto e la bella, I professori non mangiano bistecche, Amanti latini, Giulio Cesare, La sete del potere, I valorosi, Il principe studente, Controspionaggio, Rapsodia, Athena e le 7 sorelle, Il figliuol prodigo, Il seme della violenza, Il suo angelo custode, Alta società

- Lee J. Cobb in Bernadette, Il miracolo delle campane, Chiamate Nord 777, I corsari della strada, Il gigante del Texas, Yankee Pascià, Karamazov, Dove la terra scotta, Il dominatore di Chicago, L'agguato, Verdi dimore, Ma non per me, I quattro cavalieri dell'Apocalisse, La conquista del West, Alle donne ci penso io

- Broderick Crawford in L'angelo nero, La vergine di Tripoli, Il verdetto, Stella solitaria, Squadra investigativa, Un pugno di criminali, Nessuno resta solo, La pistola sepolta, I diavoli del Pacifico, Infamia sul mare, La vendetta di Ercole, I leoni di Castiglia, Ringo il texano

- Fred Clark in L'urlo della città, Viale del tramonto, La fortuna si diverte, Un posto al sole, I misteri di Hollywood, Come sposare un milionario, Papà Gambalunga, Scandalo al collegio, La signora mia zia, Le avventure di un giovane, Il mistero della mummia
- Stephen McNally in Missione segreta, Doppio gioco, Winchester '73, Uomo bianco, tu vivrai!, L'assalto al treno postale, La rivolta degli Apaches, La donna del porto, Corriere diplomatico, Duello al Rio d'argento, Duello a Bitter Ridge, Duello tra le rocce
- Edward G. Robinson in La baia dell'inferno, Giorni di dubbio, I dieci comandamenti, Un uomo da vendere, La mia geisha, Due settimane in un'altra città, Sammy va al sud, Intrigo a Stoccolma, Il grande sentiero, L'oltraggio, Cincinnati Kid

- Eduard Franz in Il segreto di una donna, La cosa da un altro mondo, Da quando sei mia, La ragazza della domenica, Il re dei barbari, La vergine della valle, La legge del fucile, Francesco d'Assisi, Hatari!
- John McIntire in Non siate tristi per me, Quel fenomeno di mio figlio, Donne verso l'ignoto, Sally e i parenti picchiatelli, Il maggiore Brady, Duello alla pistola, Psyco, Chi era quella signora?, Cavalcarono insieme

- Folco Lulli in La figlia del capitano, I figli di nessuno, Menzogna, Londra chiama Polo Nord, Nel segno di Roma, La regina dei tartari, Ester e il re, Il ratto delle Sabine
- Anthony Quinn in Avventura al Marocco, Le sette città d'oro, Orchidea nera, Ultima notte a Warlock, Il giorno della vendetta, Il diavolo in calzoncini rosa, Ritratto in nero, Lawrence d'Arabia

- Raymond Burr in La maschera dei Borgia, La croce di diamanti, Dan il terribile, La finestra sul cortile, Delitto senza scampo, Desiderio nella polvere, Conta fino a 3 e prega!
- Joseph Calleia in I cospiratori, Gilda, Il marchio di sangue, L'amante di ferro, Il tesoro di Pancho Villa, Il piccolo fuorilegge, Johnny, l'indiano bianco
- Kurt Kasznar in Lili, Sombrero, Cavalca vaquero!, Baciami Kate!, La valle dei re, L'ultima volta che vidi Parigi, Il viaggio
- Robert Morley in La battaglia dei sessi, Astronauti per forza, Giuseppe venduto dai fratelli, 9 ore per Rama, Assassinio al galoppatoio, Il castello maledetto, Topkapi

- Nerio Bernardi in I nostri sogni, L'angelo bianco, Mi permette, babbo!, La guerra di Troia, La vendetta di Ursus, Rocambole
- Ward Bond in La più grande avventura, Il club del diavolo, Il sergente York (ridoppiaggio), Due donne e un purosangue, Dakota, Il marchio dell'odio
- Willis Bouchey in Johnny Concho, L'ultimo urrà, La pallottola senza nome, Soldati a cavallo, I dannati e gli eroi, Quando l'amore se n'è andato
- Douglass Dumbrille in Io sono un evaso, I lancieri del Bengala, Il bazar delle follie, Gianni e Pinotto tra i cowboys, Forzate il blocco, L'ultimo agguato
- Burl Ives in Desiderio sotto gli olmi, Il paradiso dei barbari, Il grande paese, La notte senza legge, Il nostro agente all'Avana, Magia d'estate (parte parlata)
- Dean Jagger in Notte senza fine, Tramonto di fuoco, Io non sono una spia, Quaranta pistole, Il figlio di Giuda, Ai confini della realtà
- J. Carrol Naish in Tifone sulla Malesia, I vendicatori, Minnesota, La strage del 7º Cavalleggeri, Alamo, La figlia dello sceicco
- Cesar Romero in Sei canaglia ma ti amo, La città che scotta, Vera Cruz, Destino sull'asfalto, L'angelo del ring, Il giro del mondo in 80 giorni
- Torin Thatcher in Trinidad, Le nevi del Chilimangiaro, Un pizzico di follia, Diana la cortigiana, Il 7º viaggio di Sinbad, L'ammazzagiganti
- Orson Welles in La lunga estate calda, L'infernale Quinlan, Le radici del cielo, Frenesia del delitto, Passaggio a Hong Kong, Le meravigliose avventure di Marco Polo (Lo scacchiere di Dio)

- Ernest Borgnine in Luci sull'asfalto, La giungla del quadrato, Vento di terre lontane, La felicità non si compra, I vichinghi
- Ted de Corsia in Il giuramento dei Sioux, Furore sulla città, Ventimila leghe sotto i mari, Rapina a mano armata, Veneri rosse
- Brian Donlevy in Jess il bandito, La grande missione, Scheherazade, La donna che volevano linciare, La polizia bussa alla porta
- Cedric Hardwicke in La croce di Lorena, Nodo alla gola, Il guanto verde, I deportati di Botany Bay, Cinque settimane in pallone
- Charles Laughton in La prima è stata Eva (ridoppiaggio), Testimone d'accusa, Sotto dieci bandiere, Spartacus, Tempesta su Washington
- Bernard Lee in Pianura rossa, La chiave, L'uomo che vinse la morte, Agente 007 - Thunderball (Operazione tuono), Le cinque chiavi del terrore
- Karl Malden in Boomerang - L'arma che uccide, L'altra bandiera, Io confesso, Fronte del porto, L'albero degli impiccati
- Lee Marvin in Il selvaggio, L'ammutinamento del Caine, La spia dei ribelli, Sabato tragico, I comanceros
- Laurence Naismith in La grande rapina, Titanic, latitudine 41 nord, La sfida del terzo uomo, Il mondo di Suzie Wong, L'affondamento della Valiant
- Howard St. John in Il mio corpo ti appartiene, Tre soldi nella fontana, Il villaggio più pazzo del mondo, Uno, due, tre!, Strani compagni di letto
- Akim Tamiroff in Anastasia, Giulietta e Romanoff, Il processo, Col ferro e col fuoco, Il Tulipano Nero
- Ray Teal in Il segreto del lago, Il cacciatore di indiani, Le colline bruciano, La banda degli angeli, Testimone oculare
- Spencer Tracy in La lancia che uccide, La segretaria quasi privata, ...e l'uomo creò Satana, Vincitori e vinti, Questo pazzo, pazzo, pazzo, pazzo mondo
- Forrest Tucker in Iwo Jima, deserto di fuoco, L'uomo del Nevada, I pirati della Croce del Sud, Pony Express, L'agente speciale Pinkerton
- Robert Warwick in I dimenticati, Ho sposato una strega, Ritrovarsi, Barriera invisibile Furia indiana
- Chill Wills in Il gigante, L'uomo che non voleva uccidere, La battaglia di Alamo, McLintock! (doppiaggio originale), Gli indomabili dell'Arizona

- Edward Andrews in La città del vizio, Il giardino della violenza, Quel certo non so che, Non mandarmi fiori!
- Jim Backus in Il gigante di New York, L'uomo dai mille volti, Il selvaggio e l'innocente, Lo zar dell'Alaska
- William Bendix in I forzati del mare, Labbra avvelenate, L'avventuriero di Macao, Agente federale X3
- Sidney Blackmer in Duello al sole, Bolide rosso, L'alibi era perfetto, Tammy fiore selvaggio
- Pierre Brasseur in Occhi senza volto, Cartagine in fiamme, La pila della Peppa, Il triangolo circolare
- Leo G. Carroll in Il padre della sposa, Intrigo internazionale, Il cow-boy con il velo da sposa, Quello strano sentimento
- Anthony Caruso in Il grande silenzio, C'è sempre un domani, Mani lorde, La legione del Sahara
- Paul Cavanagh in Notte e dì, Madame Bovary, Sterminio sul grande sentiero, L'avventuriero della Luisiana
- Reginald Denny in Giulietta e Romeo, La taverna dei sette peccati, Gli amanti del sogno, L'avventuriero di Burma
- Robert Douglas in La leggenda dell'arciere di fuoco, Riccardo Cuor di Leone, Il favorito della grande regina, I segreti di Filadelfia
- Leif Erickson in La fossa dei serpenti, Cocaina, Attente ai marinai!, Mirage
- Gert Fröbe in La ragazza Rosemarie, Il diabolico dottor Mabuse, Agente 007 - Missione Goldfinger, Quei temerari sulle macchine volanti
- Martin Gabel in 14ª ora, L'ultima minaccia, Contrabbando sul Mediterraneo, Marnie
- Juano Hernández in L'imputato deve morire, Il ricatto più vile, Qualcosa che vale, Desiderio nel sole
- Alan Napier in L'idolo cinese, Fiore selvaggio, Johnny Belinda, Viaggio al centro della Terra
- Moroni Olsen in Arcipelago in fiamme, Il romanzo di Mildred, Anime in delirio, La fonte meravigliosa
- Vincent Price in L'usurpatore, La città del piacere, La maschera di cera, Il grande circo
- Roy Roberts in Sgomento, Squilli di primavera, Alba di fuoco, Un re per quattro regine
- Berry Kroeger in Pazzia, Linafferrabile, Ultimatum a Chicago, I sette ladri

- Charles Bickford in Le avventure di mister Cory, Gli inesorabili, I giorni del vino e delle rose
- Richard Boone in La banda dei dieci, I tre banditi, I trecento di Fort Canby
- Theodore Bikel in I clandestini della frontiera, Orgoglio e passione, Ossessione di donna
- John Carradine in Maria di Scozia, L'ultimo gangster (riedizione), Sinuhe l'egiziano
- Maurice Chevalier in I figli del capitano Grant, Panic Button... Operazione fisco!, Vorrei non essere ricca!
- William Demarest in Lady Eva, La storia di Pearl White, Rivista di stelle
- Preston Foster in Giubbe rosse, Le ragazze di Harvey, La donna di fuoco
- Richard Gaines in La fiamma del peccato, Forza bruta, Cortina di spie
- Reginald Gardiner in Maria Antonietta, Il sentiero degli amanti, Mister Hobbs va in vacanza
- William Gargan in Tutta una vita, Situazione pericolosa, Le campane di Santa Maria
- Loris Gizzi in Fari nella nebbia, Zorro contro Maciste, Golia e il cavaliere mascherato
- Sterling Hayden in Passaggio a Bahama, La città spenta, Nessuno mi fermerà
- Valéry Inkijinoff in La figlia di Mata Hari, Il sepolcro indiano, Maciste alla corte del Gran Khan
- Richard Loo in La storia del dottor Wassell, Le chiavi del paradiso, Operazione mistero
- Barton MacLane in Le mura di Gerico, Luce rossa, Squilli al tramonto
- Herbert Marshall in Lo scudo dei Falworth, Donne inquiete, I cinque volti dell'assassino
- Emile Meyer in Il colpevole è fra noi, L'uomo dal braccio d'oro, Orizzonti di gloria
- James Millican in Romantico avventuriero, Sentiero di guerra, L'assedio di fuoco
- Pat O'Brien in Indietro non si torna, 19º stormo bombardieri, A qualcuno piace caldo
- Henry O'Neill in Figlia del vento, I pascoli dell'odio, Il sole splende alto
- Howard Petrie in Forte T, Giovani senza domani, Il segno della legge
- Edward Platt in Come le foglie al vento, Dono d'amore, Cordura
- Fernando Rey in Gli ultimi giorni di Pompei, Viridiana, Mezzo dollaro d'argento
- James Robertson Justice in La regina delle piramidi, Moby Dick, la balena bianca, I cannoni di Navarone
- Fernando Sancho in Gli zitelloni, I tre implacabili, I tre spietati
- Aldo Silvani in Brivido, Paolo e Francesca (solo in un anello), La tempesta
- Basil Sydney in Ivanhoe, La sposa del mare, I viaggi di Gulliver
- Pietro Tordi in Achtung! Banditi!, Rocambole, Angelica alla corte del re
- Daniele Vargas in La battaglia di Maratona, Sansone contro i pirati, L'invincibile cavaliere mascherato
- Minor Watson in La storia del generale Custer, La figlia dell'ambasciatore, Trapezio
- John Wengraf in Il filo del rasoio, Attacco alla base spaziale U.S., La nave dei folli
- John Williams in La bionda esplosiva, L'isola nel sole, Merletto di mezzanotte
- Keenan Wynn in In licenza a Parigi, Un professore fra le nuvole, Professore a tuttogas

- Walter Abel in La porta d'oro
- Luther Adler in La donna venduta, Ai confini della realtà
- Brian Aherne in Titanic, Il principe coraggioso
- Leon Ames in Ancora e sempre
- Rudolph Anders in Il fantasma dello spazio
- Harry Andrews in Birra ghiacciata ad Alessandria
- Louis Arbessier in Michele Strogoff
- Pedro Armendáriz in In nome di Dio, A 007, dalla Russia con amore
- Louis Armstrong in I cinque penny
- Grégoire Aslan in Il diavolo alle 4
- Misha Auer in L'ammaliatrice, L'inafferrabile spettro
- Andrea Aureli in La Gerusalemme liberata, Il crollo di Roma
- Felix Aylmer in Il giardino di gesso
- Robert Ayres in La storia di Esther Costello
- Parley Baer in Il boia è di scena
- Raymond Bailey in Al Capone
- Rafael Bardem in Senza sorriso
- Alfio Barbi in Auguri e figli maschi!
- Robert Barrat in Tamburi lontani
- Edgar Barrier in Le mille e una notte
- Antonio Battistella in Il ladro di Bagdad
- Alan Baxter in La vera storia di Jess il bandito
- Franco Becci in Sant'Elena, piccola isola
- Ed Begley in La parola ai giurati, Strategia di una rapina
- Carl Benton Reid in Il fronte del silenzio, La scuola dell'odio
- Herbert Berghof in Operazione Cicero
- Abner Biberman in Gunga Din
- Whit Bissell in Un'altra parte della foresta
- Tomás Blanco in Per qualche dollaro in più
- Hans Christian Blech in I dannati
- Bernard Blier in I miserabili, Il magnifico avventuriero
- Herbert A.E. Böhme in Il mulino delle donne di pietra, Il cavaliere dai cento volti
- Fortunio Bonanova in Per chi suona la campana
- Andrea Bosic in Rosmunda e Alboino
- Bourvil in Il delitto Dupré
- Lee Bowman in Bataan, Una donna distrusse
- Charles Boyer in I bucanieri
- Leslie Bradley in Il principe delle volpi
- Walter Brennan in I cacciatori del lago d'argento
- David Brian in La maschera di fango, Rancho Bravo
- Nicholas Bruce in Otello
- Nando Bruno in A fil di spada
- Edgar Buchanan in Fammi posto tesoro
- David Burns in Facciamo l'amore
- Anthony Bushell in Vittoria amara
- Gino Buzzanca in Guardatele ma non toccatele
- Glen Byam Shaw in I giovani arrabbiati
- Arthur Byron in Il prigioniero dell'isola degli squali
- Bruce Cabot in King Kong (ridoppiaggio), Gianni e Pinotto al Polo Nord
- Sebastian Cabot in Carovana verso il West
- King Calder in Tre vengono per uccidere
- José Calvo in All'ombra di una colt
- Rafael Luis Calvo in Noi siamo due evasi
- Primo Carnera in Ercole e la regina di Lidia
- Morris Carnovsky in Uno sguardo dal ponte
- Jack Carson in Mr. Smith va a Washington
- Antonio Casas in Minnesota Clay
- Mario Castellani in La vendetta del corsaro
- Aldo Cecconi in I giganti di Roma
- Guido Celano in Giuseppe Verdi, Jolanda, la figlia del Corsaro Nero
- Lon Chaney Jr. in Tutto finì alle sei, La parete di fango
- Alden Chase in Fluido mortale
- Andrea Checchi in Le mura di Malapaga, Siluri umani
- Eduardo Ciannelli in Il prigioniero di Amsterdam
- Emilio Cigoli in L'altra
- Cliff Clark in Mezzogiorno di fuoco
- Steve Cochran in Venere e il professore
- Edric Connor in Fuoco nella stiva
- Alistair Cooke in La donna dai tre volti
- Melville Cooper in Rebecca - La prima moglie, Una notte sui tetti
- Robert Coote in I tre moschettieri
- Wendell Corey in Le vie della città, Supplizio
- Alexandro Costantino in Orfeo negro
- Don Costello in La dalia azzurra
- Joseph Cotten in Due bandiere all'ovest
- George Coulouris in Codice d'onore, Quattro in medicina
- John Crawford in Il grande capitano
- Donald Crisp in Drango, Il segreto di Pollyanna
- Andrew Cruickshank in Appuntamento fra le nuvole
- Xavier Cugat in Grand hotel Astoria
- Franco Cuppini in Sorelle Materassi
- Finlay Currie in Lord Brummell, Bunny Lake è scomparsa
- Donald Curtis in Il mostro dei mari
- Ugo D'Alessio in Appuntamento a Ischia
- Howard Da Silva in Bagliore a mezzogiorno, Gli invincibili
- Robert Dalban in Fantomas 70
- Marcel Dalio in Gli uomini preferiscono le bionde
- Royal Dano in Johnny Guitar
- Luis de Arnedillo in Accadde a Damasco
- Guglielmo De Rosa in Le avventure di Pinocchio
- Joe De Santis in Furia dei tropici
- Francis De Wolff in La furia dei Baskerville
- Richard Deacon in Jerry 8¾
- Jean Debucourt in Margherita della notte
- Eugene Deckers in Spionaggio internazionale
- Albert Dekker in Il re della prateria, Improvvisamente, l'estate scorsa
- Miguel Del Castillo in Un garibaldino al convento
- Jacques Delbo in Gli invasori
- Jerry Desmonde in Un re a New York
- Ernst Deutsch in Il terzo uomo
- William Devlin in Salomone e la regina di Saba
- John Dierkes in Il forte delle amazzoni
- Albert Dinan in Donne facili
- Lester Dorr in L'asso nella manica
- Donald Douglas in Romanzo del West
- Melvyn Douglas in Hud il selvaggio
- Paul Douglas in Una Cadillac tutta d'oro, Il gioco dell'amore
- Warren Douglas in Destinazione Tokio
- Jacques Dumesnil in Ulisse
- Ralph Dunn in Il giuoco del pigiama
- Rafael Durán in Le legioni di Cleopatra
- Jack Elam in Rancho Notorious, L'uomo di Laramie
- John Emery in I senza Dio
- Tom Fadden in Toby Tyler
- David Farrar in L'eroe di Sparta
- Charles Fawcett in Frine, cortigiana d'Oriente
- Joey Faye in Il fidanzato di tutte
- Frank Faylen in Lo spettro di Canterville, Cieli azzurri
- Tom Felleghy in I due toreri
- Frank Fenton in Azzardo
- Félix Fernández García in Il colosso di Rodi
- Mario Ferrari in La leggenda di Enea
- José Ferrer in Giovanna d'Arco, L'alto prezzo dell'amore
- Alessandro Fersen in Teodora
- Stanley Fields in Piccolo Cesare
- Enzo Fiermonte in Spie fra le eliche, 5 per la gloria
- Richard Fiske in Frutto proibito
- Paul Fix in Il buio oltre la siepe
- William Foster-Davis in Agente 007 - Licenza di uccidere
- Paul Frankeur in La viaccia
- Bert Freed in Okinawa
- Paul Frees in Paperino nel mondo della matemagica
- Åke Fridell in Il settimo sigillo
- Jean Gabin in Archimede le clochard
- Larry Gates in Un solo grande amore
- Sandro Giglio in La rosa tatuata
- Lou Gilbert in Viva Zapata!
- Thomas Gomez in L'isola di corallo, Kim
- Harold Goodwin in All'ovest niente di nuovo
- Marius Goring in Colpo di mano a Creta
- Lorne Greene in Foglie d'autunno, I peccatori di Peyton
- James Gregory in Va' e uccidi
- Hugh Griffith in Inchiesta in prima pagina, Tom Jones
- Fausto Guerzoni in La nipote Sabella
- Henri Guisol in Il conte di Montecristo
- Jack Gwillim in Sfida agli inglesi
- Reed Hadley in FBI operazione Las Vegas
- Frank Hagney in L'ultima carovana (doppiaggio del 1953)
- Alan Hale Jr. in Il tesoro di Capitan Kidd
- Jonathan Hale in La città dei ragazzi, L'altro uomo
- William Hansen in A prova di errore
- Jack Hawkins in Il grande safari, Lord Jim
- Sessue Hayakawa in Il ponte sul fiume Kwai, Il ponticello sul fiume dei guai
- Paul Henreid in Acapulco - anche gli eroi sono assassini
- Hank Henry in Pal Joey
- Manuel Hernández in Texas addio
- Philippe Hersent in La spada e la croce
- Russell Hicks in Le conseguenze di un bacio
- Riley Hill in Il temerario
- Samuel S. Hinds in L'eterna illusione
- Carlo Hintermann in Attila
- Werner Hinz in Il giorno più lungo
- Dennis Hoey in La strega rossa
- John Horsley in Gente di notte
- John Howard in Dopo Waterloo
- Trevor Howard in Il leone, Operazione Crossbow
- Harold Huber in Irma va a Hollywood
- Otto Hulett in Carabina Williams
- Henry Hull in Falchi in picchiata, Il padrone del mondo
- Ian Hunter in Vieni a vivere con me, Un americano a Eton
- John Huston in Il cardinale
- Wilfrid Hyde-White in My Fair Lady
- John Ireland in Le colline camminano
- Lou Jacobi in Irma la dolce
- Harry James in Due ragazze e un marinaio
- Ettore Jannetti in La moglie è uguale per tutti
- Lionel Jeffries in L'affittacamere
- Barry Jones in Gli eroi di Telemark
- Henry Jones in Quel treno per Yuma
- Victor Jory in Pelle di serpente
- Pierre Jourdan in L'uomo e il diavolo
- Boris Karloff in Gianni e Pinotto contro il dottor Jekyll
- Kurt Katch in I giovani leoni
- Larry Keating in La storia di Buster Keaton, Spionaggio a Tokyo
- Ian Keith in Cleopatra
- Robert Keith in La tempesta, Orazi e Curiazi
- Barry Kelley in Il cavaliere solitario
- Douglas Kennedy in La fuga
- Esmond Knight in Scarpette rosse
- Patric Knowles in Giamaica
- Charles Korvin in Sangaree
- Ernie Kovacs in Attenti alle vedove
- Jack Kruschen in Assassinio premeditato, Erasmo il lentigginoso
- Duncan Lamont in Il cargo della violenza
- Richard Lane in L'uomo meraviglia
- John Larch in L'assassino è perduto
- Marc Lawrence in La tratta delle bianche
- Wilfrid Lawson in Guerra e pace
- Fernand Ledoux in Freud - Passioni segrete
- Canada Lee in Prigionieri dell'oceano
- Sam Levene in Odio implacabile, Piombo rovente
- David Lewis in L'appartamento
- George J. Lewis in Le giubbe rosse del Saskatchewan, La rivincita di Zorro
- John Litel in Scaramouche, Decisione al tramonto
- Carlo Lombardi in Allegro squadrone
- Carlos López Moctezuma in Viva Maria!
- Livio Lorenzon in I masnadieri, Ponzio Pilato
- Peter Lorre in I racconti del terrore
- Montagu Love in Il fiore che non colsi
- Edmund Lowe in Il giro del mondo in 80 giorni
- Wilfred Lucas in Muraglie
- Christian Lude in La verità
- Paul Lukas in Tenera è la notte
- Wolfgang Lukschy in Per un pugno di dollari
- Dayton Lummis in Desiderio di donna
- Ken Lynch in Anatomia di un omicidio
- Edmund MacDonald in Ciao amici!
- Niall MacGinnis in Gli Argonauti
- Kenneth MacKenna in In due è un'altra cosa
- Fred MacMurray in Troppi mariti, Criminale di turno
- George Macready in Rommel, la volpe del deserto, Il tesoro dei condor
- Patrick Magee in La maschera della morte rossa
- Michele Malaspina in 2 mafiosi contro Al Capone
- Claude Mansard in I 400 colpi
- Fredric March in I ponti di Toko-Ri, Sette giorni a maggio
- Nino Marchesini in Catene, Cantami "Buongiorno tristezza"
- Alberto Marchió in Fra Diavolo
- Jacques Marin in Peccatori in blue-jeans
- E.G. Marshall in Il calice d'argento
- William Marshall in I gladiatori
- Strother Martin in Detective's Story
- Walter Matthau in Il sentiero della rapina
- Jacques Mauclair in Femmina
- Paul Maxey in Un americano a Parigi
- John McGiver in Arianna
- Charles McGraw in I gangsters, T-Men contro i fuorilegge
- George McKay in La corsa della morte
- Leo McKern in Il caso del cavallo senza testa
- Paul McVey in Il cavaliere della valle solitaria
- Gary Merrill in Sui marciapiedi
- William Mervyn in Scuola di spie, Assassinio a bordo
- Bernard Miles in Zarak Khan
- Marvin Miller in Solo chi cade può risorgere
- Alexis Minotis in Notorious - L'amante perduta
- Thomas Mitchell in Angeli con la pistola, Ossessione amorosa
- Robert Mitchum in Tragico segreto
- Gaston Modot in La grande illusione
- Gerald Mohr in Pietà per i giusti
- Luciano Mondolfo in Costa Azzurra
- Alberto Moravia in Monastero di Santa Chiara
- André Morell in Minaccia atomica
- Carlo Moreno in Il vagabondo
- Guido Morisi in Musica proibita
- Gregory Morton in Il re vagabondo
- Arnold Moss in I fucilieri del Bengala
- Albert Mouton in L'amante di 5 giorni
- Gavin Muir in La campana del convento
- Paul Müller in La Venere dei pirati
- Conrad Nagel in Secondo amore
- Bernard Nedell in Monsieur Verdoux
- Howard Negley in Azzardo
- Robert Newton in I miserabili
- Theodore Newton in Anche gli eroi piangono
- Carlo Ninchi in La tigre dei sette mari
- Guido Notari in Il tallone d'Achille
- Edmond O'Brien in Il più grande spettacolo del mondo, Quota periscopio
- George O'Brien in Il massacro di Fort Apache, I cavalieri del Nord Ovest
- Hugh O'Brian in Al di là del fiume
- J. Pat O'Malley in La carica dei cento e uno
- Philip Ober in Da qui all'eternità, Adorabile infedele
- Reginald Owen in Mary Poppins
- Jack Palance in Bandiera gialla
- Cecil Parker in Robinson nell'isola dei corsari
- Piero Pastore in Il fanciullo del West, Aquila nera
- Nigel Patrick in L'albero della vita
- Toivo Pawlo in Il volto
- Camillo Pilotto in Il corsaro della mezza luna
- Donald Pleasence in La più grande storia mai raccontata
- Afro Poli in Le fatiche di Ercole
- Giuseppe Porelli in Il mio amico Benito
- Eric Portman in Il dubbio
- Mario Pucci in Il ponte sull'infinito
- Denver Pyle in Shenandoah - La valle dell'onore
- John Qualen in Orizzonti lontani
- Gaetano Quartararo in Coriolano, eroe senza patria
- Giuliano Raffaelli in I lunghi capelli della morte
- Salvo Randone in Cronaca familiare
- Basil Rathbone in La spada magica
- Gregory Ratoff in Exodus
- Phillip Reed in Avventura in Oriente
- Kynaston Reeves in L'amore segreto di Madeleine
- Erich Maria Remarque in Tempo di vivere
- Michael Rennie in La tunica
- Dick Rich in I forzati della gloria
- Rudolf Rhomberg in Resurrezione
- Dan Riss in L'angelo scarlatto
- Rafael Rivelles in Marcellino pane e vino
- Alfonso Rojas in Sette ore di fuoco
- Fay Roope in Atomicofollia
- Noël Roquevert in L'assassino abita al 21, Fascicolo nero
- Hayden Rorke in Rullo di tamburi
- Gian Paolo Rosmino in Melodie immortali
- Giuseppe Rossetti in Il generale Della Rovere
- Richard Saint-Bris in Tre dollari di piombo
- Fëdor Fëdorovič Šaljapin in Sodoma e Gomorra, Il Leone di San Marco
- Takamaru Sasaki in Il trono di sangue
- Ugo Sasso in La fornarina
- Joseph Sawyer in Destinazione... Terra!
- Ernst Schröder in Il falso traditore
- Siegfried Schürenberg in Il laccio rosso
- Randolph Scott in Le mie due mogli, Lo straniero ha sempre una pistola
- Louis Seigner in Il barone
- Koreya Senda in Uomini H, Inferno nella stratosfera
- Jean Servais in Il mondo nella mia tasca
- Harry Shannon in Fuggiamo insieme, Gli implacabili
- Mickey Shaughnessy in Nuvola nera
- Takashi Shimura ne I sette samurai
- Frank Silvera in Nostra Signora di Fatima, Il bacio dell'assassino
- Michel Simon in La battaglia di Austerlitz, Il treno
- Everett Sloane in Più forte dell'amore, Agguato nei Caraibi
- Hal Smith in Winny-Puh l'orsetto goloso
- Howard Smith in Un volto nella folla
- Kent Smith in Gli uomini della terra selvaggia
- Loring Smith in Divieto d'amore
- Abraham Sofaer in Pandora
- Vladimir Sokoloff in I magnifici sette
- Gianni Solaro in Il conquistatore di Corinto
- Douglas Spencer in La frontiera indomita, Cittadino dello spazio
- Rod Steiger in Oklahoma!, Al di là del ponte
- Karel Stepanek in Affondate la Bismarck!
- Harvey Stephens in Beau Geste
- James Stephenson in Il grande amore, Ombre malesi
- Onslow Stevens in Assalto alla Terra, Non desiderare la donna d'altri
- Paul Stewart in Il grande campione
- Harold J. Stone in Il colosso d'argilla
- Robert Strauss in Prima linea
- Hans Stüwe in Gli amanti del Pacifico
- Grady Sutton in È nata una stella
- Carlo Tamberlani in Frine, cortigiana d'Oriente, Adorabili e bugiarde
- Reginald Tate in Robin Hood e i compagni della foresta
- Vaughn Taylor in Francis alle corse, La ragazza del secolo
- Mario Terribile in Fratelli d'Italia
- Bill Thompson in La bella addormentata nel bosco
- Frank Thring in Beh Hur, Il re dei re
- Jean Tissier in Prima comunione
- George Tobias in Il mio amore con Samantha
- James Todd in La bella preda
- Ludovico Tomarchio in Noi e... la gonna
- Philip Tonge in Assalto dallo spazio
- Regis Toomey in L'occhio caldo del cielo
- Georges Tourreil in Carmen
- Ivan Triesault in Tre giorni di gloria
- Michael Trubshawe in La Pantera Rosa
- Ralph Truman in L'uomo che sapeva troppo
- William Tubbs in Al diavolo la celebrità, Vite vendute
- Tom Tully in Prigionieri della palude, La nave più scassata... dell'esercito
- Tom Tyler in Ombre rosse, Un evaso ha bussato alla porta
- Saro Urzì in La ladra
- Peter Ustinov in I nomadi
- Luis Van Rooten in Il tempo si è fermato
- Conrad Veidt in Al di sopra di ogni sospetto
- Friedrich von Ledebur in La caduta delle aquile
- Fats Waller in Stormy Weather
- Richard Webb in Le catene della colpa
- Otto Wernicke in M - Il mostro di Düsseldorf
- James Westerfield in Cowboy
- Jesse White in Sherlocko... investigatore sciocco
- Ernest Whitman in Due cuori in cielo
- James Whitmore in L'ultima frontiera
- Henry Wilcoxon in Sansone e Dalila, Il principe guerriero
- Emlyn Williams in I giganti del mare
- Hugh Williams in Khartoum
- Rhys Williams in La scala a chiocciola
- Roland Winters in Gianni e Pinotto e l'assassino misterioso, Blue Hawaii
- Grant Withers in Terra nera
- Norman Wooland in Kasim, furia dell'India
- Frederick Worlock in Il dottor Jekyll e Mr. Hyde
- Roland Young in L'ammaliatrice

- Voce narrante in Vento selvaggio, Mi piace quella bionda, La giostra umana, Le meravigliose avventure di Pollicino

### Film d'animazione
- Serratura in Alice nel Paese delle Meraviglie
- Ben Franklin in Il mio amico Beniamino
- Re Uberto in La bella addormentata nel bosco
- Merlino in Le 13 fatiche di Ercolino
- Colonnello in La carica dei cento e uno
- Vecchio marinaio in Musetta alla conquista di Parigi
- Sir Ettore in La spada nella roccia
- Uffa in Winny-Puh l'orsetto goloso
- Voce narrante in Paperino nel mondo della matemagica